# Ватерполо за жене на Летњим олимпијским играма 2004.
Ватерполо за жене је Олимпијским игарама у Атини 2004. године други пут био у програму игара. 
Учествовало је 8 екипа. Репрезентације су биле подељене у две групе по четири у којима се играло по једноструком лига систему. Прве три екипе из група су ишле даље, с тим што су прваци ишли директно у полуфинале, а друго и трећрпласирани морали су играти у четвртфиналу по једноструком куп систему (А2:Б3, А3:Б2). Победнице су ишле у полуфинале у којем су играле (А1: А3/Б2 и Б1:А2/Б3). Победнице су ишле у финале, а поражене су играле за треће место.
Турнир се играо у базену Олимпијског воденог центра у Атини од 16 до 23. августа.
Златну медаљу освојила је екипа Италије која је у финалу савлададала Грчку резултатом 10:9.

## Групе
| Група А                                    | Група Б                                         |
| ------------------------------------------ | ----------------------------------------------- |
| Аустралија · Италија · Грчка · Казахстан · | Сједињене Државе · Русија · Мађарска · Канада · |

## Групни део
Група А
| Аустралија - Италија   |  | 6:5 |
| Грчка - Казахстан      |  | 8:6 |
| Аустралија - Казахстан |  | 9:4 |
| Грчка - Италија        |  | 2:7 |
| Италија - Казахстан    |  | 8:6 |
| Аустралија - Грчка     |  | 7:7 |

Група Б
| Сједињене Државе - Мађарска |  | 7:6 |
| Русија - Канада             |  | 8:6 |
| Сједињене Државе - Канада   |  | 5:6 |
| Русија - Мађарска           |  | 9:8 |
| Сједињене Државе - Русија   |  | 8:4 |
| Мађарска - Канада           |  | 5:4 |

## Финални део
| Утакмица за 7/8 место |  | Казахстан - Канада |  | 4:10  |
| Четвртфинале 1. меч   |  | Грчка - Русија     |  | 7:4   |
| Четвртфинале 2. Меч   |  | Италија - Мађарска |  | 8:5   |
| Утакмица за 5/6 место |  | Русија - Мађарска  |  | 12:11 |
| Полуфинале А          |  | Аустралија - Грчка |  | 2:6   |
| Полуфинале Б          |  | САД - Италија      |  | 5:6   |
| Утакмица за 3 место   |  | Аустралија - САД   |  | 5:6   |
| Финале                |  | Грчка - Италија    |  | 9:10  |

## Коначан пласман
| Пласман | Екипа            |
| ------- | ---------------- |
|         | Италија          |
|         | Грчка            |
|         | Сједињене Државе |
| 4.      | Аустралија       |
| 5.      | Русија           |
| 6.      | Мађарска         |
| 7.      | Канада           |
| 8.      | Казахстан        |

| Олимпијске првакиње 2004. |
| Италија Прва титула       |

## Састави екипа победница
| Место | Екипа            | Играчи |
| ----- | ---------------- | --- |
| 1     | Италија          | Франческа Кристијана Конти, Мартина Мичели, Кармела Алучи, Силвија Бозурђи, Елена Ђиљи, Мануела Занки, Тања да Марио, Чинција Рагуза, Ђузи Малато, Александра Араухо, Мадалена Мизумечи, Меланија Грего, Ноеми Тот, Селектор: Пјерлуиђи Фермикони                             |
| 2     | Грчка            | Јоргија Елинаки , Димитра Асилијан, Антиопи Мелидони, Ангелики Карапатаки, Киријаки Лиоси, Ставрула Козомполи, Екатерини Икономопулу, Антигони Румбеси, Евангелија Мораитиду, Ефтихија Карајани, Јоргија Лара, Андонија Морати, Антула Милонаки Селектор: Киријакос Јосифидис |
| 3     | Сједињене Државе | Џеклин Френк, Хедер Питри, Ерика Лоренц, Бренда Вила, Елен Естерс, Натали Голда, Маргарет Динглдин, Кели Рулон, Хедер Муди, Робин Борегард, Амбер Стакауски, Никол Пејн, Талија Манро Селектор: Гај Бејкер                                                                    |